# Charles Wheatstone
Sir Charles Wheatstone (Gloucester, 6 febbraio 1802 – Parigi, 19 ottobre 1875) è stato un fisico e inventore britannico.
Ideò lo stereoscopio, uno strumento ottico per visualizzare immagini tridimensionali; ricoprì un ruolo fondamentale nello sviluppo della telegrafia; perfezionò in maniera decisiva il ponte di Wheatstone, inventato da Samuel Hunter Christie e usato per misurare una resistenza elettrica sconosciuta; sviluppò il Playfair cipher, una tecnica crittografica.
Fu importante anche il suo contributo nella tecnologia degli strumenti musicali: ideò il symphonium, un aerofono ad ance libere, in varie forme, una delle quali divenne la concertina, nata nel 1829 e costruita dalla ditta C. Wheatstone & Co, oltre che da molte altre, ancora tutt'oggi.
Fu membro della Royal Society.

## Biografia

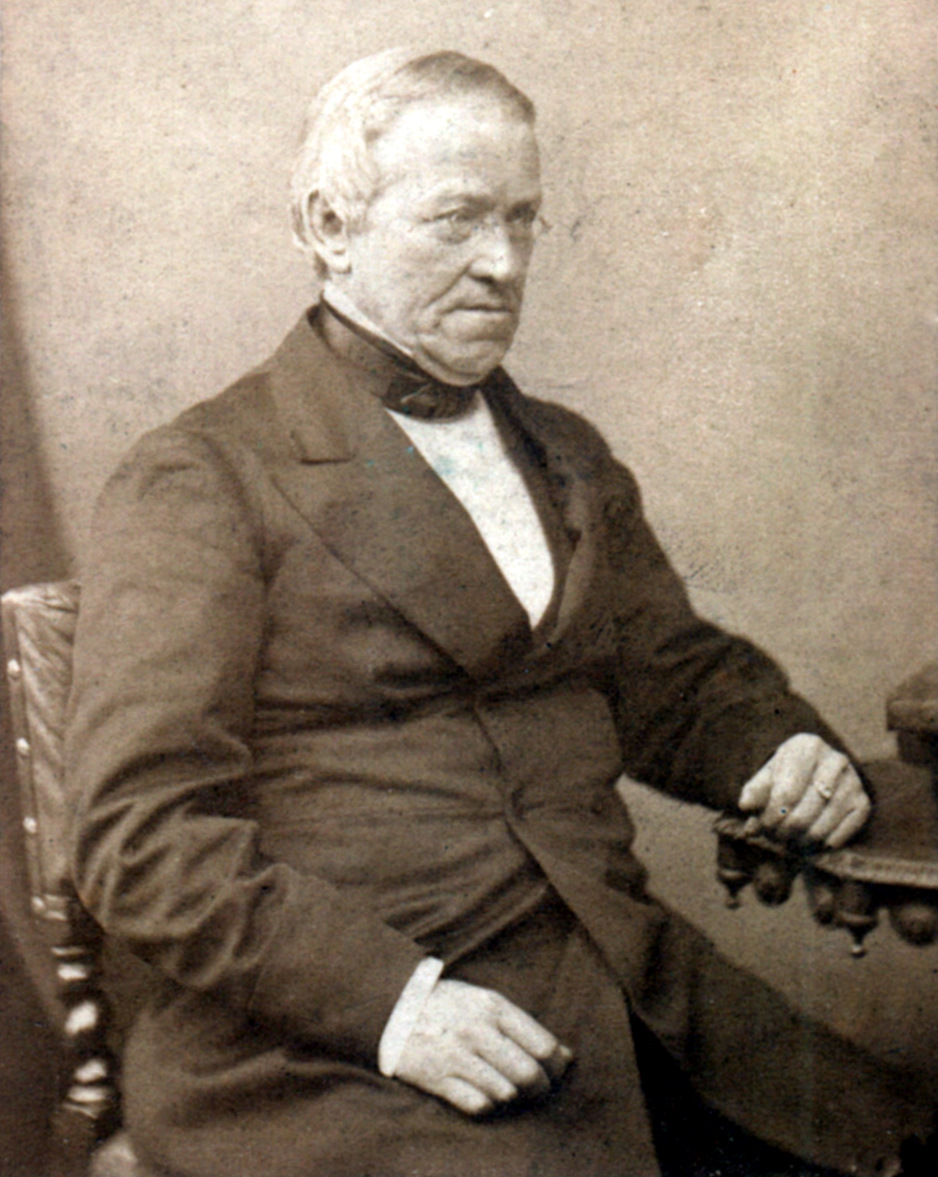
Charles Wheatsone in età avanzata

Charles Wheatstone nacque nei pressi di Gloucester nel 1802. Quattro anni dopo, la sua famiglia si trasferì a Londra, dove suo padre intraprese l'insegnamento del flauto, vantandosi addirittura di essere stato incaricato dell'educazione musicale della principessa Carlotta. Charles, il suo secondo figlio, frequentò una scuola presso Gloucester, e in seguito diversi istituti di Londra con alterne vicende. Era un ragazzo timido e sensibile, e preferiva trascorrere il tempo in solitudine. All'età di quattordici anni fu affidato a uno zio suo omonimo per apprendere il mestiere di fabbricante e commerciante di strumenti musicali, ma si dimostrò più portato per lo studio che per l'artigianato e il commercio, e alla fine il padre decise di assecondare le sue inclinazioni.
A quindici anni, Wheatstone traduceva poesie dal francese, e scrisse due canzoni, una delle quali fu pubblicata dallo zio senza sapere che era opera di suo nipote. Alcuni suoi versi sulla lira divennero il motto di un'incisione di Bartolozzi. Piccolo per la sua età, ma dallo sguardo vivace e intelligente, visitava spesso una vecchia bancarella di libri presso Pall Mall, dove acquistava i volumi che attiravano la sua attenzione, fossero essi di favole, di storia o di scienze. Un giorno fu attratto da un libro in francese sulle scoperte di Volta nel campo dell'elettricità, ma dovette risparmiare a lungo prima di potersi permettere il volume e un dizionario di francese. Infine riuscì a leggerlo e, con l'aiuto del fratello maggiore William, a ripetere gli esperimenti in esso descritti con una pila fatta in casa. Nel costruire la pila, i ragazzi si accorsero di non avere abbastanza denaro per acquistare i necessari dischi di rame. Charles ebbe l'idea di utilizzare a quello scopo proprio le monetine di rame che rimanevano in cassa, e la pila fu completata.
Il 12 febbraio 1847 si sposò nella Christchurch di Marylebone. La moglie, figlia di un commerciante di Taunton, morì nel 1866, lasciandolo con cinque figli ancora piccoli. La sua vita privata fu tranquilla e povera di eventi.
Silenzioso e riservato in pubblico, Wheatstone era un gran parlatore in privato, sull'argomento dei suoi studi preferiti. Sir Henry Taylor racconta che, durante una festa a Oxford, Wheatstone decantava animatamente le qualità del suo telegrafo a Lord Palmerston. "Non mi dica!" esclamò lo statista. "Deve parlarne al Lord Cancelliere". E così dicendo, affibbiò lo scienziato a Lord Westbury, e si defilò. Una reminiscenza di questo colloquio deve aver spinto Palmerston a osservare che sarebbe venuto il tempo in cui un ministro, alla domanda se fosse scoppiata una guerra in India, avrebbe risposto: "Un momento: telegrafo al Governatore Generale e le faccio sapere".
Wheatstone fu nominato Sir nel 1868, dopo aver realizzato il telegrafo automatico. Precedentemente era stato insignito della Legion d'Onore. La sua reputazione in campo scientifico gli valse oltre trenta riconoscimenti e diplomi di associazioni britanniche o estere. Dal 1836 fu membro della Royal Society, dal 1845 dell'Accademia delle Scienze di Torino e nel 1873 fu nominato socio dell'Accademia Francese delle Scienze. Nello stesso anno gli fu assegnato il Premio Ampère dalla Società Francese per l'Incoraggiamento dell'Industria Nazionale. Nel 1875 divenne membro onorario della Institution of Civil Engineers. Ricevette lauree ad honorem dalle Università di Oxford e Cambridge.
Mentre era a Parigi nell'autunno del 1875, impegnato a perfezionare il ricevitore per cavi sottomarini, un raffreddore gli causò un'infiammazione dei polmoni, di cui morì il 19 ottobre. La cerimonia funebre fu officiata nella Cappella Anglicana di Parigi, alla presenza di una delegazione dall'Accademia. I suoi resti furono portati a Londra e sepolti nel cimitero di Kensal Green.

## Stereoscopia

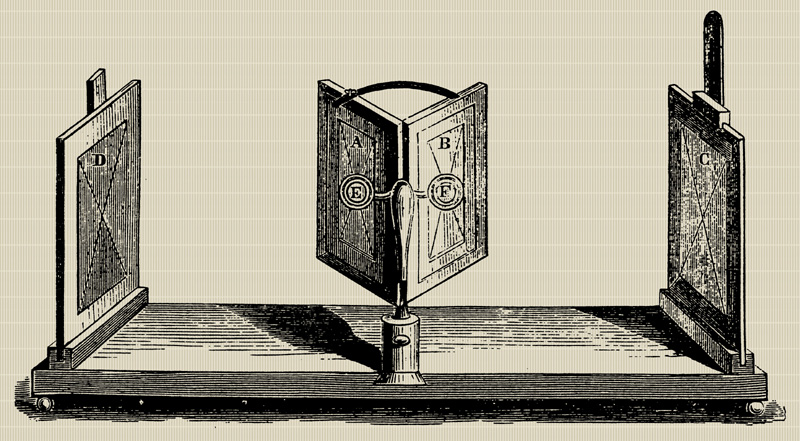
Lo stereoscopio a specchi di Charles Wheatstone

Durante la prima metà dell'Ottocento sir Charles Wheatstone realizza i primi esperimenti stereoscopici con coppie di disegni affiancati così da poter riprodurre due immagini leggermente differenti come quelle percepite dall'occhio umano. Per la visualizzazione di questi primi disegni "stereografici" inventa uno strumento costituito da specchi e prismi che propone di chiamare Stereoscope. L'invenzione di Wheatstone risale al 1832 ma la brevetterà solamente nel 1838.
Grazie agli sviluppi della fotografia, e in particolare con l'invenzione della sciadografia (ovvero del negativo fotografico), sir Charles Wheatstone intravede nuovi possibili sviluppi nella sua ricerca. Entra così in contatto con William Fox Talbot, commissionandogli i primi esperimenti di "stereofotografia".
Nel 1838 Wheatstone presenta il primo stereoscopio così realizzato alla Royal Society di Londra. Lo stereoscopio di Wheatstone non riscontra però un grande successo, poiché complesso e ingombrante, si dovrà infatti attendere il 1849 quando sir David Brewster, che aveva già brevettato il caleidoscopio, realizza un più leggero e maneggevole stereoscopio: si tratta di un "binocolino" dotato di lenti attraverso cui guardare una coppia di fotografie, realizzate con una fotocamera binoculare, poste all'altra estremità dell'apparecchio.

## Acustica e strumenti musicali
Nel settembre 1821 Wheatstone si rese noto al pubblico con esibizioni della sua lira Incantata o aconcryptofono a Londra, sia in un negozio di articoli musicali di Pall Mall sia nella Adelaide Gallery. Consisteva nell'imitazione di una lira, appesa al soffitto con una corda, capace di emettere le particolarità timbriche di alcuni strumenti: il pianoforte, l'arpa e il dulcimer. In realtà si trattava di un semplice strumento meccanico e la corda era un cavo d'acciaio che trasmetteva le vibrazioni di strumenti musicali suonati fuori dalla portata visiva e uditiva. In questo periodo Wheatstone fece numerosi esperimenti con il suono e la sua trasmissione. Alcuni dei risultati sono conservati negli annali di filosofia di Thomson del 1823.
Wheatstone riconobbe che il suono viene propagato tramite onde o oscillazioni dell'atmosfera, proprio come la luce tramite ondulazioni dell'etere nella concezione dell'epoca. L'acqua e i corpi solidi, come il vetro, il metallo e il legno, conducono le modulazioni con alta velocità, quindi Wheatstone sfruttò questa caratteristica per progettare la trasmissione a lunga distanza dei segnali sonori.

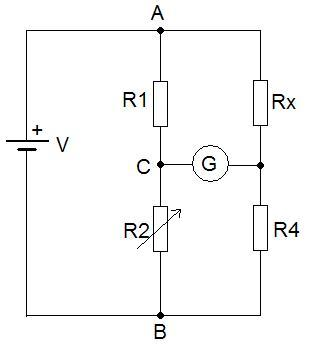
Schema del ponte di Wheatstone

Wheatstone inoltre stimò che il suono viaggiasse alla velocità di 200 miglia al secondo (322 km/s) attraverso cavi metallici e propose di telegrafare da Londra a Edimburgo in questa maniera.  Diede perfino il nome di telefono a questo suo sistema.
Già nel 1667, Robert Hooke, nella sua Micrographia, scrisse: "Posso assicurare il lettore di aver propagato il suono, con l'ausilio di un cavo disteso, ad una considerevole distanza in un solo istante, o con una velocità simile a quella della luce". Nemmeno era necessario mantenere il cavo retto, poteva essere piegato per formare angoli. Questa proprietà è alla base del telefono meccanico che si dice i Cinesi conoscessero già molti secoli fa. Hooke considerò anche la possibilità di trovare un modo per aumentare le nostre facoltà uditive.
Nel Repository of Art del 1º settembre 1821, uno scrittore, riferendosi alla Lira Incantata, scorse la prospettiva di avere un'opera eseguita al King's Theatre, e ascoltata all'Hanover Square Rooms, o anche nell'Horns tavern, a Kennington. Le vibrazioni dovrebbero viaggiare attraverso conduttori sotterranei come il gas nelle tubature. Venne anche immaginato che la voce umana potesse viaggiare nel medesimo modo, assistendo a distanza a congressi anziché leggerne resoconti il giorno seguente.
Wheatstone escogitò anche un semplice strumento per amplificare i suoni deboli, che chiamò microfono. Consisteva in due cavi sottili trasmettenti vibrazioni meccaniche a entrambe le orecchie, progetto differente da quello del microfono elettrico del professor Hughes.
Nel 1823 lo zio costruttore di strumenti musicali morì, quindi Charles e Williams ne continuarono l'attività. A Charles non piaceva particolarmente la parte commerciale, ma il suo ingegno trovò uno spiraglio nel perfezionamento degli strumenti esistenti. Dopo sei anni occupato in questo aspetto si ritirò dall'impresa.
Nel 1827 introdusse il caleidofono, un congegno per rendere le vibrazioni sonore di un corpo visibili con gli occhi. Consiste in un cavo d'acciaio con una perlina argentata all'estremità, che riflette luce. Con la vibrazione del cavo il punto luminoso disegna complicate figure nell'aria, come una scintilla che volteggia nell'oscurità.
Il suo photometro fu probabilmente suggerito da questo apparecchio: questo strumento permette a due luci di essere comparate tramite la relativa luminosità del loro riflesso nella perlina.
Nel 1828 Wheatstone apportò miglioramenti all'aerofono tedesco chiamato Mundharmonika, costruendo il symphonium, brevettato in varie forme nel 19 giugno 1829. Una di queste diventò la popolare concertina, che nel 1835 si presenta quasi nella sua forma attuale.
Nel 1844 uscì il brevetto "Concertina ed altri strumenti musicali" che comprendeva, oltre alla forma moderna dello strumento nel modello chiamato Inglese (English), anche molti straordinari arrangiamenti della tastiera e metodi di diteggiatura, precursori dei modelli Anglo e Duet; poi perfino una Duet con il soffietto sigillato al centro per fornire due camere d'aria, nella speranza che il musicista potesse suonare piano con una mano e forte con l'altra.
C'era infine un congegno per accordare o alterare l'altezza del suono e per intonarlo con altri strumenti, e un altro per alterare il timbro e farlo assomigliare a quello di vari strumenti orchestrali. Un'altra delle sue invenzioni fu l'harmonium portatile, che vinse una medaglia premio alla Great Exhibition del 1851.
Migliorò anche la macchina parlante di Von Kempelen, e appoggiò l'opinione di sir David Brewster, cioè che prima della fine del secolo un apparato capace di cantare e parlare farà parte delle conquiste della scienza. Nel 1834, Wheatstone, fattosi un nome, fu scelto per la cattedra di fisica sperimentale al King's College di Londra.
Il suo primo corso di lezioni sul suono fu però un fallimento, dovuto a una invincibile ritrosia a parlare in pubblico e una sfiducia nei suoi poteri al riguardo. Mentre in aula era impacciato, in laboratorio si sentiva perfettamente a suo agio, quindi limitò i suoi doveri principalmente alle dimostrazioni.